# قائمة البنوك في أرمينيا

## البنك المركزي
- البنك المركزي الأرميني [1]

## بنوك تجارية
اعتبارًا من 31 ديسمبر 2017 ، كان هناك 17 مصرفًا تجاريًا يعمل في أرمينيا . 
- أميريابنك

- بنك أرمينيا بيزنس

- بنك اردشين

- اكبا كريدت أكريكول بنك

- بنك إنيكو

- كونفيرس بنك كورب

- في تي بي بنك أرمينيا

- أرارات بنك

- بنك اتش اس بي سي أرمينيا

- بنك يوني

- أرميكونومبانك

- بنك أرم سويس

- أرتس بنك

- بنك أي دي

- إفوكابانك

- بنك بيبلوس أرمينيا

- بنك ملات

## بنوك التنمية / مكاتب التمثيل
فيما يلي قائمة بالبنوك الإقليمية والدولية التي لها عمليات في أرمينيا:
- افتتح مصرف التنمية الآسيوي ، مكتب تمثيل مصرف التنمية الإقليمي في أرمينيا في عام 2005.
- افتتح انتر ستيت بنك ، مكتب تمثيل بنك التنمية الإقليمي في أرمينيا في عام 1994.
- افتتح روسيلكزبانك ، وهو مكتب تمثيلي للبنك الزراعي الحكومي لروسيا في أرمينيا في عام 2012.
- بنك باناأرمينيان ، بنك تنمية المشاريع افتتح في عام 2008. أعيد تنظيمه في صندوق في أغسطس 2018. [3]
- أرمينيا عضو في البنك الأوروبي للإنشاء والتعمير ، ولدى البنك الأوروبي للإنشاء والتعمير مكتب تمثيلي في يريفان. [4]
- يحتفظ بنك التنمية الأوراسي بمكتب تمثيلي في يريفان ، أرمينيا عضو كامل العضوية.
- يحتفظ البنك الدولي بمكتب تمثيلي في يريفان ، أرمينيا عضو كامل العضوية في البنك الدولي. [5]
- أرمينيا عضو في صندوق النقد الدولي ، ولدى صندوق النقد الدولي مكتب تمثيلي في يريفان. [6]
- يحتفظ البنك الدولي للإنشاء والتعمير بمكتب تمثيلي في يريفان. [7]
- أرمينيا عضو مؤسس لبنك التجارة والتنمية للبحر الأسود [8]

### عضوية محتملة
- اعتبارًا من عام 2018 ، أصبحت أرمينيا عضوًا محتملاً في البنك الآسيوي للاستثمار في البنية التحتية .

## البنوك التجارية السابقة
- اندماج بنك التنمية الأرمني مع أرارات بنك.
- اريكسيم-بنك جاز بروم ، التي استحوذت عليها اردشاين بنك.
- دمج كاسكادا بنك مع اميريا بنك.
- تم دمج بي تي ايه بي بنك مع ارمايكونومي.
- بنك بروكريدت ، استحوذت عليه انكو بنك.

## روابط خارجية
- البنوك
- www.armbanks.am من وكالة أنباء أركا